# Лос Вијахерос, Ехидо План Насионал Аграрио (Мексикали)
Лос Вијахерос, Ехидо План Насионал Аграрио (шп. Los Viajeros, Ejido Plan Nacional Agrario) насеље је у Мексику у савезној држави Доња Калифорнија у општини Мексикали. Насеље се налази на надморској висини од 174 м.

## Становништво
Према подацима из 2010. године у насељу су живела 2 становника.

### Хронологија
| Година       | 2000         | 2005      | 2010 |
| ------------ | ------------ | --------- | ---- |
| Становништво | 66 (32 / 34) | 8 (5 / 3) | 2    |

### Попис
| # | Индикатор                     | Вредност |
| - | ----------------------------- | -------- |
| 1 | Укупно домаћинстава           | 473      |
| 2 | Укупно насељених домаћинстава | 1        |
| 3 | Величина локације             | 1        |